# Constanze Klaue
Constanze Klaue (* 10. August 1985 in Ost-Berlin) ist eine deutsche Filmemacherin, Autorin und Jazzsängerin. Bekannt wurde sie auch unter ihrem Pseudonym Erna Rot.

## Werdegang
Constanze Klaue wuchs in Berlin und Brandenburg auf. Nach dem Abitur studierte sie zunächst Literatur an der TU Dresden und anschließend Jazzgesang bei Efrat Alony und Romy Camerun. Unter ihrem Pseudonym Erna Rot veröffentlichte sie deutschsprachige Jazzmusik und tourte durch Deutschland.
Von 2014 bis 2020 studierte sie Regie und Drehbuch an der Kunsthochschule für Medien Köln. Ihr Abschlussfilm Lychen 92 wurde im Januar 2020 beim Filmfestival Max Ophüls Preis uraufgeführt und gewann die Auszeichnung als Bester Mittellanger Film. Lychen 92 thematisiert die Nachwendezeit Ostdeutschlands, mit der sich Constanze Klaue in allen ihren Werken immer wieder auseinandersetzt. Ihr Essay Unsere Heimat, geschrieben zum 25. Jahrestages der Deutschen Einheit, wurde vom Bundesministerium des Innern ausgezeichnet und später in einer Sammlung veröffentlicht.
Im Herbst 2020 erscheint ihr Roman Ausgerechnet Mops! im dtv-Verlag, der während eines Arbeitsstipendiums der Akademie für Kindermedien entstand und für den sie 2018 den Baumhaus-Boje-B.Water-Medienpreis gewann. Die Weltpremiere ihres Kinodebüts Mit der Faust in die Welt schlagen erfolgte in der Sektion Perspectives im Rahmen der 75. Internationalen Filmfestspiele Berlin 2025.
Constanze Klaue lebt als freischaffende Autorin und Filmemacherin in Berlin.

## Filmografie (Auszug)
- 2015: Henry (Drehbuch, Musikdramaturgie)
- 2016: Neue Nachbarn (Kurzfilm)
- 2018: Alfreds Kurgarten (Dokumentarfilm)
- 2020: Süß und Gemein (Kurzfilm)
- 2020: Lychen 92 (Mittellanger Film)
- 2025: Mit der Faust in die Welt schlagen

## Bibliographie
- Ausgerechnet Mops! Roman. Dtv, München 2020, ISBN 978-3-423-76301-1.
- Unsere Heimat. In: Ist zusammengewachsen was zusammengehört? Essaysammlung. Mitteldeutscher Verlag, Halle 2016, ISBN 978-3-95462-580-2, S. 77–84.

## Diskographie
- 2014: Ode an die Freude (Ozella Music)[9]
- 2017: Angst und Weltschmerz (ACT Music)[10]

## Auszeichnungen
- 2020: First Steps in der Kategorie Mittellanger Spielfilm für Lychen 92[11]
- 2020 – Max Ophüls Preis bester mittellanger Film für Lychen 92
- 2020 – Nominierung bester studentischer Socialspot Spotlight-Festival mit Süß und Gemein
- 2020 – Finalist Golden Award Montreux mit Süß und Gemein
- 2019 – Winner best student documentary Close Up Festival Reykjavik für Alfreds Kurgarten[12]
- 2019 – Nominierung best student documentary Sibiu International Filmfestival für Alfreds Kurgarten[13]
- 2018 – Baumhaus-Boje-B.water Preis
- 2017 – Stipendium Akademie für Kindermedien
- 2015 – 1.  Platz Essaywettbewerb des Bundesministerium des Innern und der Deutschen Gesellschaft e.V.